# Giuseppe Spatrisano
Giuseppe Spatrisano (Palermo, 1899 – 1985) è stato un architetto italiano, esponente del Razionalismo italiano.

## Biografia

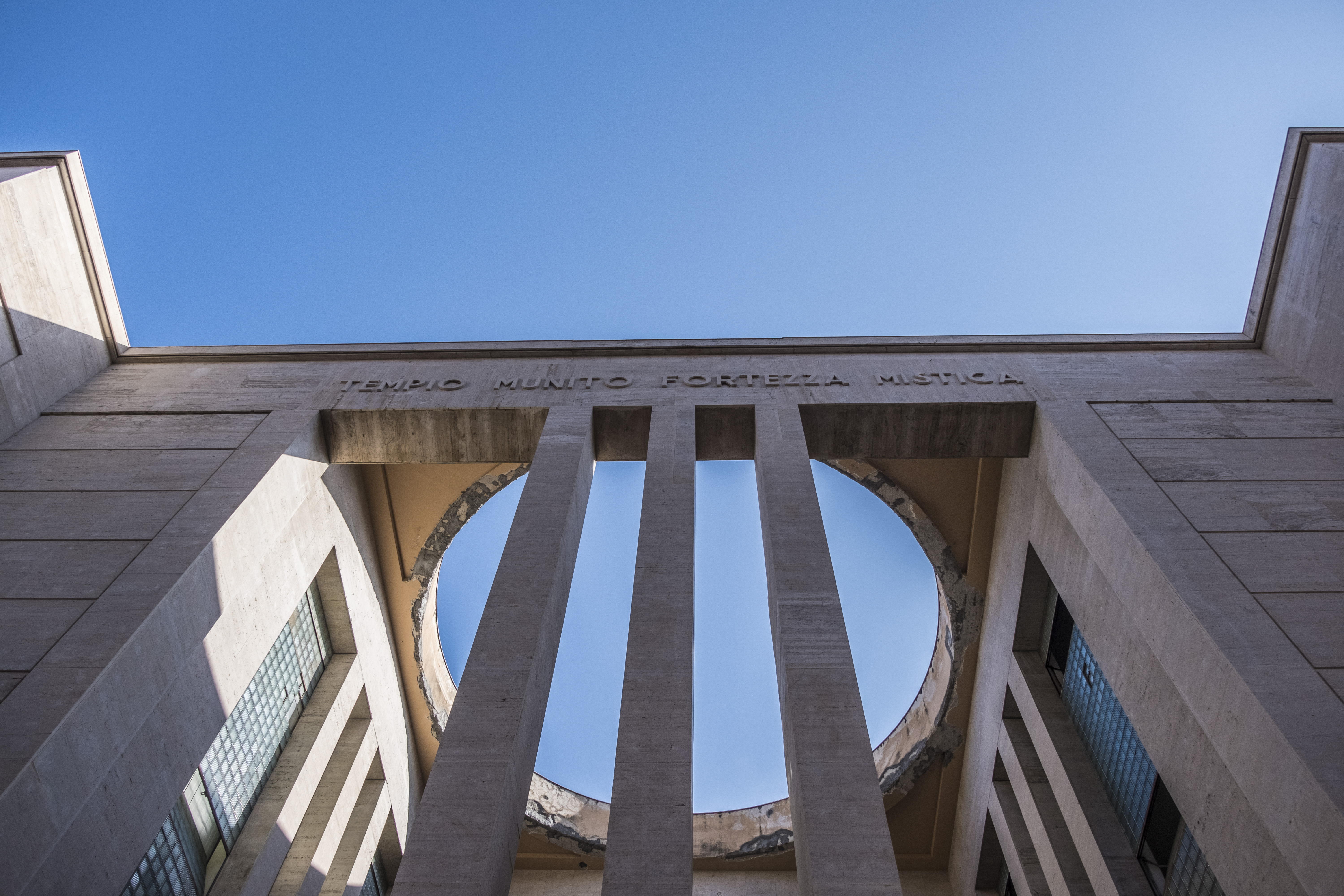
Casa del Mutilato a Palermo

Allievo di Ernesto Basile, Giuseppe Spatrisano si laureò in architettura a Roma. Sostituì il Basile a capo dei progetti delle Officine Ducrot. Li entrò in contatto con la scuola del Razionalismo italiano. Nel 1935 progettò la Casa del Mutilato di Palermo, completato nel 1938, che fu uno dei migliori esempi di questo stile.
In gruppo con Edoardo Caracciolo, Luigi Piccinato, Luigi Epifanio e Vittorio Ziino, partecipa nel 1939 al concorso per il Piano regolatore generale di Palermo (primo premio ex aequo). 
Nel 1946 fece parte del gruppo di lavoro che progettò la ricostruzione del centro storico di Palermo, dopo i bombardamenti. Fu incaricato dei lavori di restauro del Palazzo Steri, sede del Rettorato a Palermo, ma lasciò l'incarico in polemica con altri professionisti palermitani, per la loro decisione di eliminare alcuni tra i segni fondamentali della storia del palazzo, come la Scala dei Baroni, l'antico orologio, la piattaforma dei condannati, le gabbie interne, e tutto ciò che in qualche modo potesse ricordare i suoi orribili trascorsi, legati all'Inquisizione. 
Studiò l'architettura cinquecentesca di Palermo, alla quale dedicò diversi libri. Insegnò poi all'Università di Palermo.
Nel 1957 fu uno dei fondatori della sezione palermitana dell'Associazione Italia Nostra.

## Opere

### Architettura
- Casa del Mutilato, via G. Donizetti 14 (1936-1938) a Palermo;
- Chiesa Parrocchiale San Giovanni Apostolo (progetto del 1965, realizzata tra 1978 e il 1986), quartiere omonimo (Ex Cep), Palermo;
- Istituto Tecnico Nautico, corso Vittorio Emanuele a Palermo (con A. Bonafede, P. Gagliardo e V. Ziino, 1948-1960);
- Alloggi popolari per l'INA-Casa a Bagheria (negli anni '50);
- Il villaggio turistico “La Pineta” a Erice (Trapani) (1952-1954);
- Il villaggio turistico “Le Rocce” a Mazzarò (Taormina) (1954-1959);
- “Grattacielo” Garboli, via E. Amari 8 a Palermo (con L. Epifanio, V. Ziino e G.B. Santangelo, 1956-1960).

### Scritti
- La chiesa di Santa Maria di Porto Salvo in Palermo, Officine grafiche Sciarrino, Palermo 1935.
- La chiesa di Santa Maria di Piedigrotta in Palermo, Officine grafiche Sciarrino, Palermo 1936.
- L'architettura del Cinquecento in Palermo, Palermo 1961.
- Lo Steri di Palermo e l'Architettura siciliana del Trecento, S.F. Flaccovio Editore, Palermo 1972.
- La Zisa e lo Scibene di Palermo, G.B. Palumbo, Palermo 1982.
- Nuove ricerche sullo Steri di Palermo, S. F. Flaccovio, Palermo 1984.

## Archivio
Il fondo Giuseppe Spatrisano è stato donato, per volontà testamentaria dello stesso architetto, alla Fondazione Culturale Lauro Chiazzese della Sicilcassa, che lo ha custodito, fino al 2004, nella sede "storica" di palazzo Branciforte; nel 2004 avviene la fusione con la Fondazione Banco di Sicilia, la cui sede è a Palermo, presso la Villa Zito.